# Portalen (bergspass)
Portalen är ett bergspass i Antarktis. Det ligger i Östantarktis. Norge gör anspråk på området. Portalen ligger 1 996 meter över havet.
Terrängen runt Portalen är kuperad åt nordost, men åt sydväst är den platt. Trakten är obefolkad. Det finns inga samhällen i närheten.